# Вечност: народна бајка
Вечност је митолошка и хорор приповетка Јанка Веселиновића, објављена први пут 1894-е године, са насловом народна бајка, за Накладу књижаре В. Валожића у Београду. Касније је поново објављивана у разним збиркама овог писца, и мотиви су побратимство, загробни живот и повратак из мртвих, као и путовање кроз време. Слична је приповеткама Рип Ван Винкл Вашингтона Ирвинга и Вече уочи Ивана Купале и другим причама Николаја Гогоља. Вечност се по тематици разликује од других  реалистичних приповедака овог писца.

## Радња
Прича прати двојицу другова од детињства Бранка и Илију, који се побратиме и обећају да ће један другоме бити девери на свадби. Бранка неко убија секиром у шуми, а Илија кад реши да се ожени, одлучује да свог побратима врати из мртвих да му буде девер на венчању. Након што је у томе успео Илија посећује загробни живот, и нестаје из села, да би се појавио вековима касније у другом времену, где упознаје своје потомке, и схвата да његовог села више нема.

## Утицај
Ова приповетка је 2024-е године изазвала контроверзе због чланка "Јанко Веселиновић је писао о геј мушкарцима пре 130 година" објављеном на сајту Геј ехо, који је заснован на научном раду Владимира Јанковића о симболици побратимљења у причи, и начину на који је описан однос двојице мушкараца. Писац Јанко Веселиновић је заправо имао предрасуде према геј мушкарцима, и чак је помагао судски процес против новинара Пере Тодоровића, кога је његова супруга оптужила за хомосексуалност, а и раније као је назвао "назадњаком у моралном, умном и сексуалном смислу".